# Częstowoj
Częstowoj – staropolskie imię męskie, złożone z członów Często- („często”) i -woj („wojownik”). Oznacza ono „tego, który będzie często wojował”.
Częstowoj imieniny obchodzi 2 maja i 30 sierpnia.
Żeński odpowiednik: Częstowojna